# Hraniční přechod Vojtanov–Schönberg
Hraniční přechod Vojtanov–Schönberg (německy Grenzübergang Schönberg–Vojtanov) je bývalý silniční hraniční přechod, který se nachází na česko-německé státní hranici na hraničním úseku XXI/22/23 - XXI/22/24 mezi českou obcí Vojtanov (okres Cheb, Karlovarský kraj) a německou vesnicí Schönberg (součást Bad Brambachu, zemský okres Fojtsko, spolková země Sasko). Přechod leží v nadmořské výšce 509 m n. m. na silnici I/21 a Evropské silnici E49; za hranicí pokračuje silnice B92 směr Plavno. Před zrušením byl určen pro pěší, cyklisty, motocykly, osobní automobily, autobusy a nákladní automobily.
Hraniční přechod byl zrušen při vstupu České republiky do Schengenského prostoru v roce 2007. V případě dočasného znovuzavedení ochrany vnitřních hranic je provoz na hraničním přechodu upraven Sdělením Ministerstva vnitra č. 395/2021 Sb.

## Další informace
Hraniční přechod se nachází v přírodním parku Kamenné vrchy na přemostění potoka Sázek, který zde tvoří státní hranici.